# Koroplastik

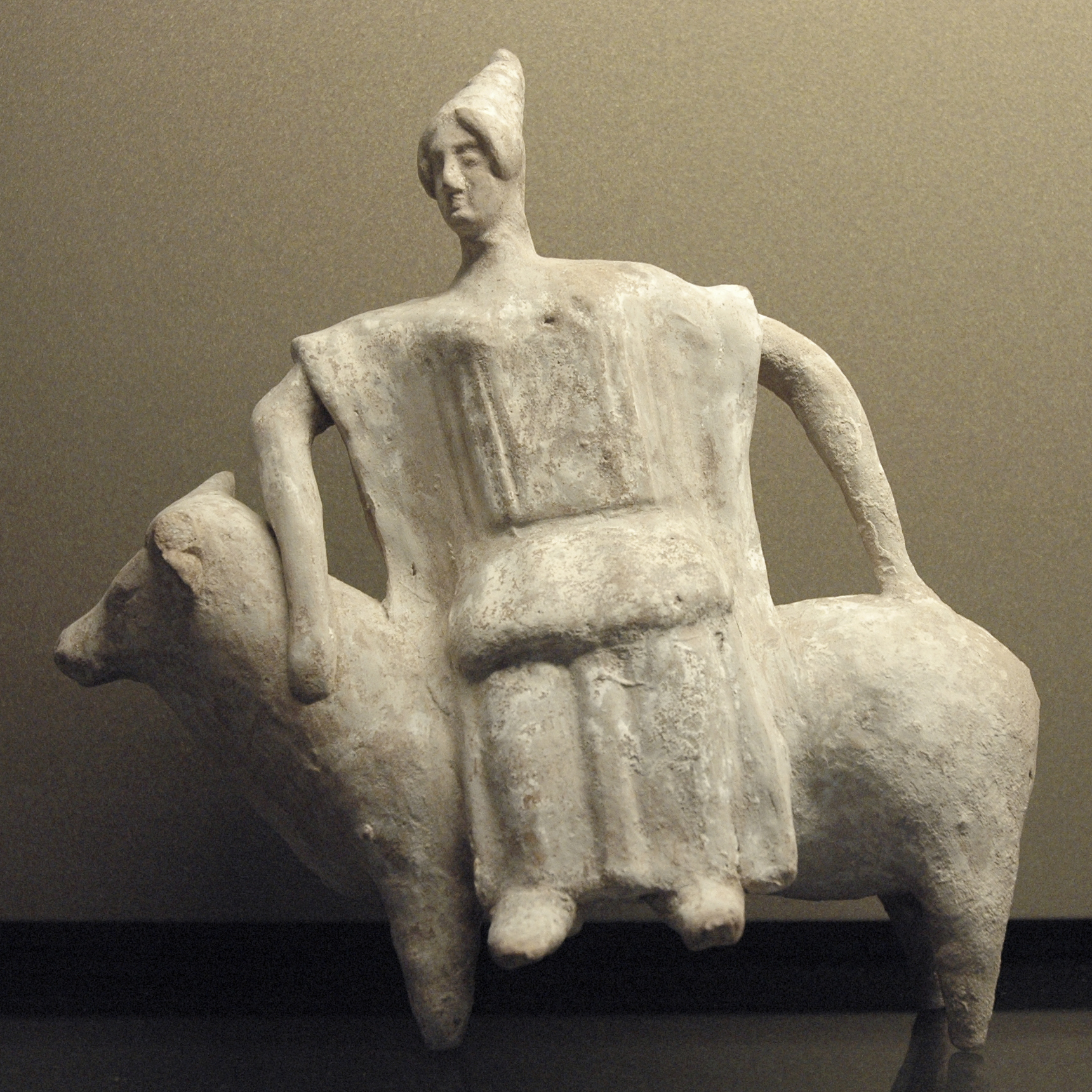
Terrakotta-Statuette der Europa auf dem Stier, Böotien, 5. Jahrhundert v. Chr.

Als Koroplastik werden meist antike Statuetten aus gebranntem Ton (Terrakotta) bezeichnet, die göttliche oder menschliche (größtenteils weibliche) Gestalt haben. Der Name leitet sich von Kore, dem Wort für Mädchen ab, nach der in der griechischen Bildhauerei insbesondere der archaischen Zeit eine weibliche Gewandstatue benannt wurde.
Schon aus der minoischen Kultur sind zahlreiche Menschenstatuetten bekannt. Die antike griechische Terrakotta-Kleinplastik erreichte eine hohe Darstellungsqualität, und leistungsfähige Werkstätten bestanden an vielen Orten im Mittelmeerraum. Zentren waren in klassischer und hellenistischer Zeit etwa die Region Böotien mit der wichtigsten Stadt für Koroplastiken der Region, Tanagra, sowie Myrina in Kleinasien oder Tarent in Apulien. Seit dem 5. Jahrhundert v. Chr. wurden Figuren mit Hilfe einer oder mehrerer Hohlformen serienmäßig hergestellt.
Verschiedentlich entstanden auch Großplastiken, doch sind die bedeutendsten als Koroplastik hergestellten Objekte kleine Rundfiguren, die in der Form gepresst, aus freier Hand nachmodelliert und nach dem Brand mit einer weißen Grundierung und in zarten Farbentönen bemalt wurden. Manche scheinen als Spielzeug oder als Zimmerschmuck gedient zu haben. Die Mehrzahl wurde jedoch wohl als Votivgaben oder als Grabbeigaben geschaffen. Terrakottastatuetten werden deshalb vor allem in Heiligtümern und Gräbern gefunden (siehe Tanagra-Figur). 
Auch aus Mesopotamien (insbesondere Warka) sind Koroplastiken bekannt.